# Ange gardien (Le Dominiquin)
L'Ange gardien est une peinture à l'huile sur toile de 249 × 210 cm, datée 1615 et réalisée par le peintre italien Le Dominiquin. Elle est conservée au musée de Capodimonte à Naples.

## Histoire

La toile de Capodimonte avec l'ajout de Friedrich Anders de 1792 pour la mettre en valeur.

Le tableau est commandé par la famille Vanni de Palerme, dont les armoiries héraldiques sont visibles sur le tombeau antique à gauche de la scène, pour leur chapelle dédiée à l'archange Raphaël dans l'église Saint-François-d'Assise de Palerme. Cependant, il n'existe aucune information précise sur les contacts entre les clients et le peintre, ni sur le montant convenu.
Giovanni Pietro Bellori, en décrivant l'œuvre lors de sa visite en Sicile, mentionne une figure de Dieu le Père qui remplit l'espace au-dessus de l'ange gardien. La toile, qui est aujourd'hui dépourvue de cette figure, a en effet été découpée horizontalement à hauteur du poignet droit de l'ange, au-dessus de sa tête, à une époque indéterminée avant 1708 (déduction qui découle de la copie de Jan Weenix en petit format réalisée cette année-là, aujourd'hui à Princeton (New Jersey), lequel représente la scène déjà réduite de la partie supérieure), qui, selon des sources du XIXe siècle, semble avoir été transférée à Florence.
En 1792, le tableau est offert par les héritiers Vanni au roi des Deux-Siciles, Ferdinand II. L'ajout du peintre et restaurateur allemand Friedrich Anders, qui a créé de toutes pièces toute la partie supérieure du tableau, donc le ciel, la lumière divine et la main de l'ange, a probablement eu lieu à cette occasion. D'abord accroché au palais royal de Naples, le tableau est ensuite réquisitionné par les Français en 1799 et emmené à Rome avant de revenir à Naples, parvenant ainsi au musée de Capodimonte, où une note de 1827 l'enregistre comme une œuvre livrée pour la moitié de sa forme originale puisque toute la partie supérieure avait déjà été mutilée au cours du passé sicilien.
Le tableau est signé et daté au pied du tombeau en marbre : « DOM. ZAMPÉRIUS/BONON. F ; R : MDCXV. ».

## Autres versions
Il existe plusieurs copies anciennes du tableau, dont celle aujourd'hui attribuée à l'atelier du peintre bolonais (initialement attribuée à un auteur inconnu du XVIIe siècle) et conservée au palais de Wilanów, en Pologne, qui, bien que présentant de légères différences par rapport à la version napolitaine, comme l'absence des armoiries héraldiques des Vanni sur le tombeau ou de la signature du peintre. Une intervention de restauration a mis en lumière le groupe de la Trinité, qui permet de voir ce qu'aurait pu être la partie supérieure du tableau dans sa version originale.
Une autre copie ancienne réalisée en 1793 par Giuseppe Velasco, totalement identique à la version napolitaine, donc réalisée après la découpe de la partie supérieure, était exposée dans l'église Saint-François-d'Assise de Palerme pour remplacer l'original offert au roi Bourbon ; celle-ci fut détruite lors des bombardements de la Seconde Guerre mondiale.
Un autre tableau signé et daté a été examiné à l'Académie des Beaux-Arts de Vienne. Il s'avère que le tableau a été peint pendant la période de création du Dominiquin. Non seulement la signature de Domenico Zampieri et la datation de 1615 sont intéressantes, mais aussi le fait qu'un autre tableau soit visible sur la radiographie. La peinture originale montre 4 chérubins tenant chacun un candélabre avec une bougie allumée. Les chérubins se dressent sur une sorte de balustrade. Les images infrarouges et radiographiques montrent plusieurs repentirs. Le tableau a probablement été réalisé dans l[atelier du Dominiquin.

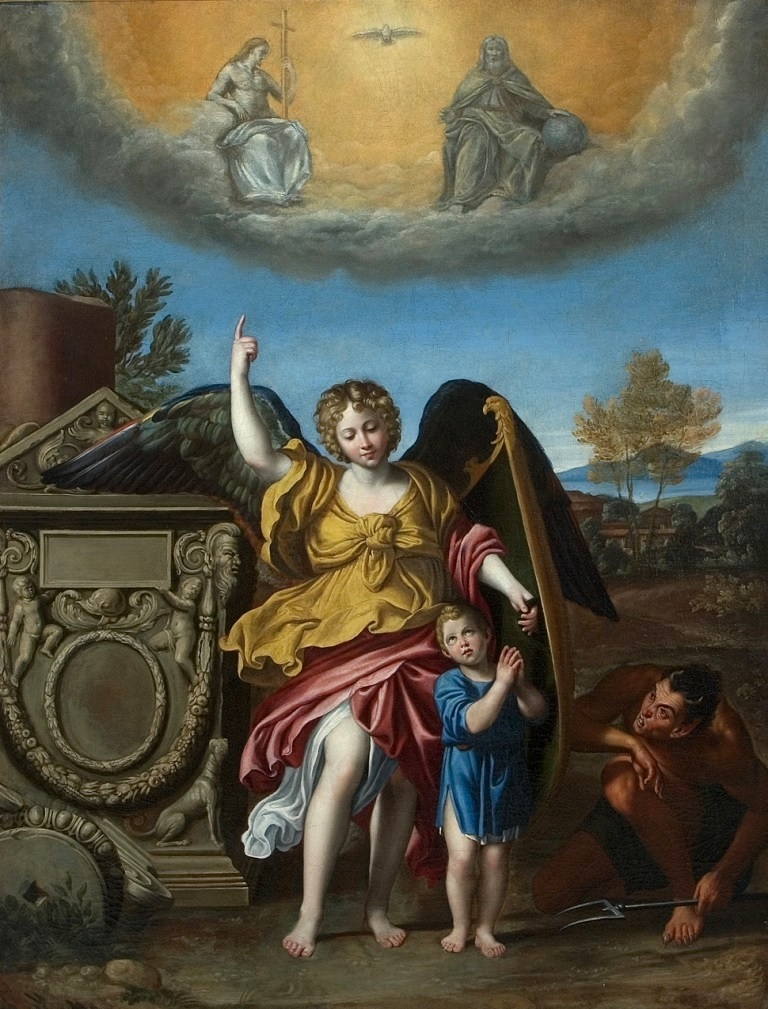
Réplique du tableau attribué à l'atelier du Dominiquin, palais de Wilanów, Pologne.
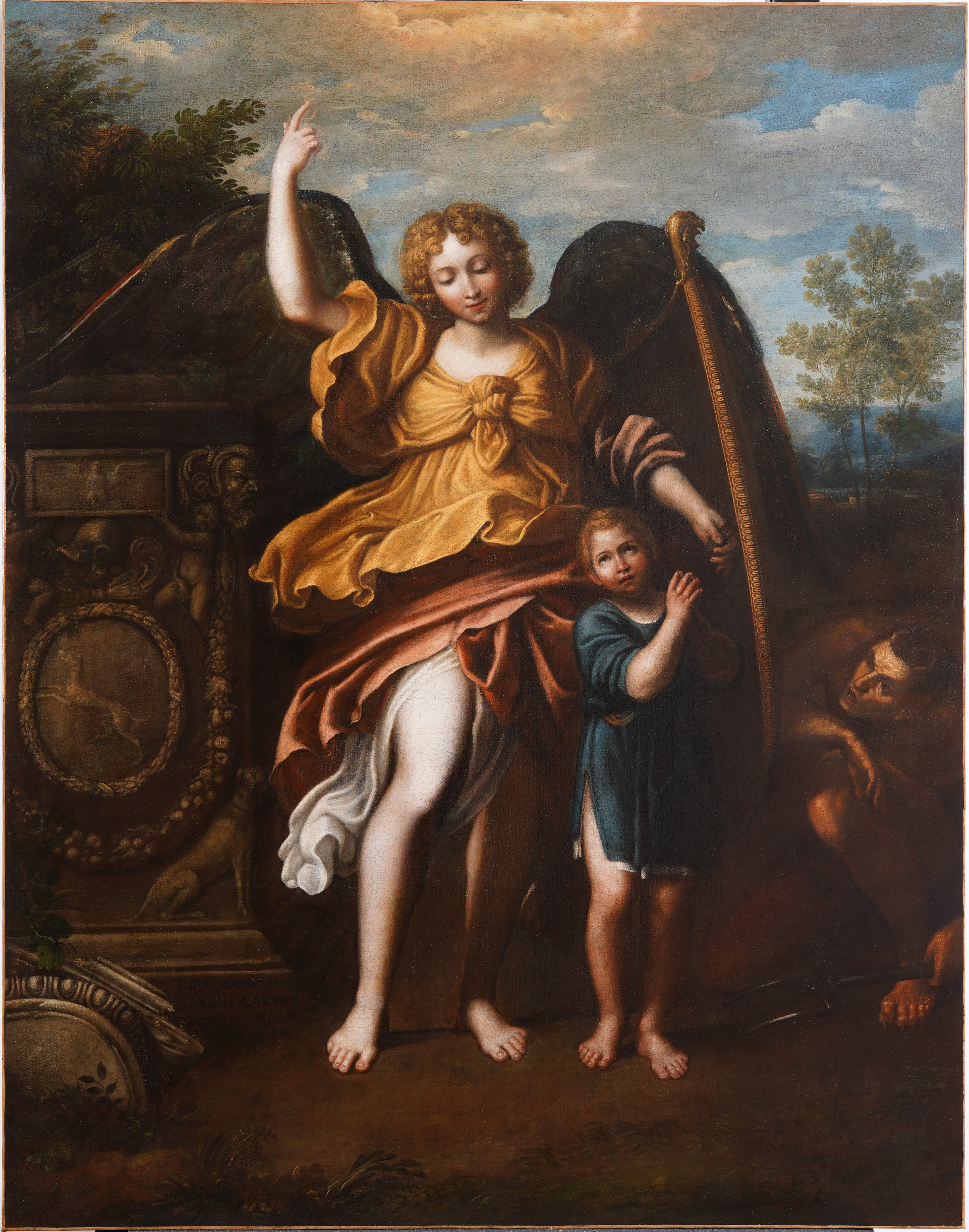
Tableau examiné par l'Académie des Beaux-Arts de Vienne, Autriche.
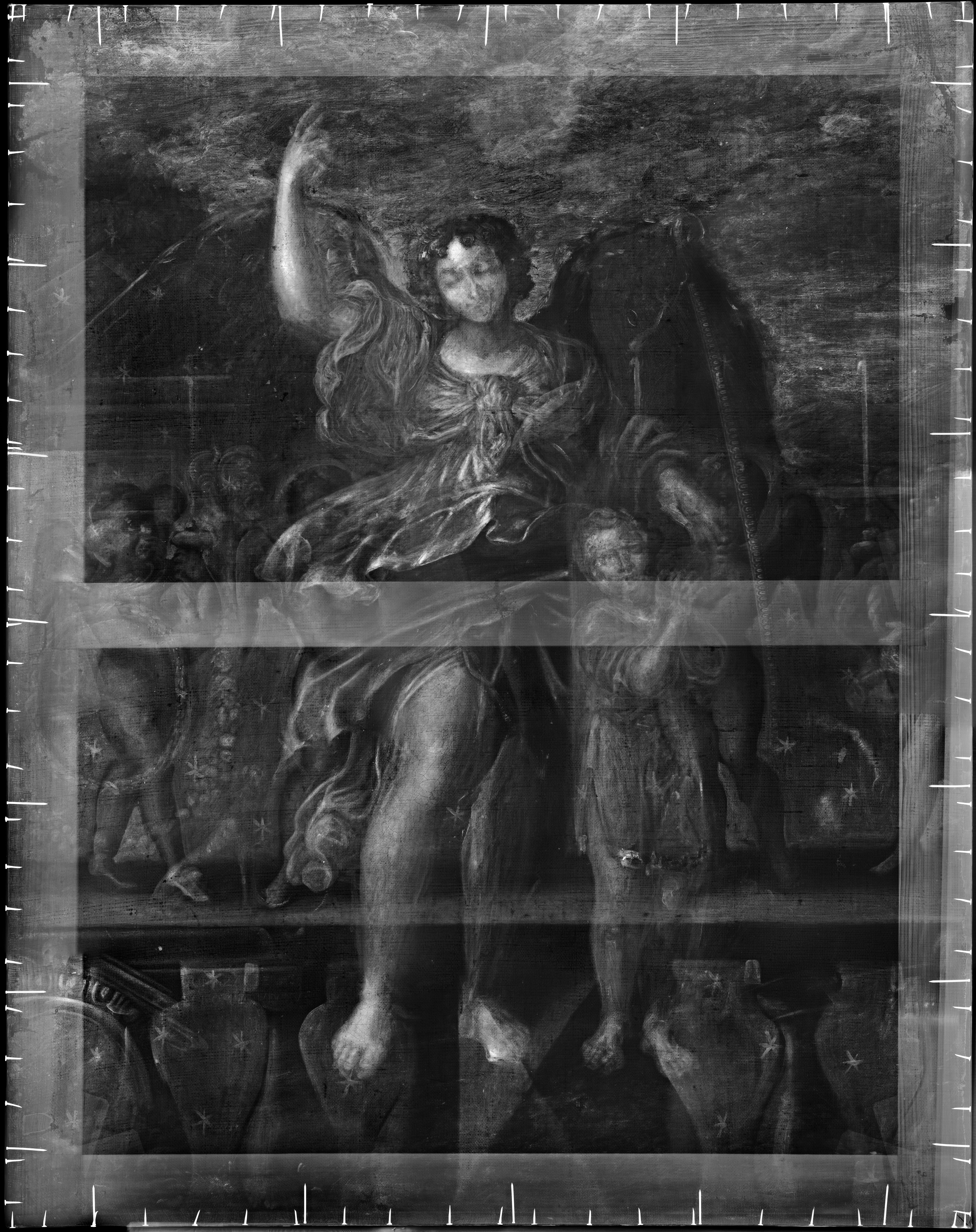
Tableau en dessous où quatre chérubins tiennent des chandeliers avec des cierges allumées.